# Ekeby församling, Linköpings stift
Ekeby församling var en församling i Linköpings stift inom Svenska kyrkan i Boxholms kommun i Östergötlands län. Församlingen uppgick 2010 i Boxholms församling. Församlingskyrkorna var Ekeby kyrka och Boxholms kyrka. Folkmängd i församlingen var 2006 3 783 invånare.

## Administrativ historik
Församlingen har medeltida ursprung. Ur församlingen avsöndrades 1 maj 1880 en del för att uppgå i den då nybildade Blåviks församling. 
Församlingen var till 1962 moderförsamling i pastoratet Ekeby och Rinna, som 1880 utökades med Blåviks församling. Från 1962 till 1973 utgjorde församlingen ett eget pastorat, för att från 1973 till 2010 vara moderförsamling i pastoratet Ekeby, Åsbo, Malexander och Blåvik, som 1992 utökades med Rinna församling. Mellan 1927 och 1986 var församlingen uppdelad i två kyrkobokföringsdistrikt: Ekeby norra kbfd (056001) och Ekeby södra kbfd (056002). Församlingen uppgick 2010 tillsammans med övriga församlingar i pastoratet i Boxholms församling.
Församlingskod var 056002.

## Kyrkoherdar
Lista över Ekeby kyrkoherdar.
| Ämbetstid    | Namn                           | Levnadstid | Övrigt                                                                             |
| ------------ | ------------------------------ | ---------- | ---------------------------------------------------------------------------------- |
| 1223         | Andreas                        |            | Curatus.                                                                           |
| 1253         | Bartholdus                     |            | Curatus.                                                                           |
| 1347-1348    | Petrus                         |            | Curatus.                                                                           |
| 1363–1382    | Ingevaldus                     | Död 1382   |                                                                                    |
| 1383–1397    | Joannes                        | Död 1397   | Curatus.                                                                           |
| 1398–1412    | Arvidus Nicolai                | Död 1412   | Curatus.                                                                           |
| 1515–1522    | Ericus Petri                   | Död 1522   | Curatus.                                                                           |
| 1523–1526    | Olavus Laurentii               | Död 1526   | Curatus. Förste evangeliska-Lutherska Pastorn här.                                 |
| 1546–1554    | Seuerinus Petri                |            | Pastor.                                                                            |
| 1560-1569    | Nicolaus                       | Död 1569   | Pastor och kontraktsprost.                                                         |
| 1571–1595    | Andreas Laurentii              | Död 1595   | Kyrkoherde och kontraktsprost. Kallades "Gamle Herr Anders"                        |
| 1596–1602    | Andreas Nicolai                | Död 1602   | Kyrkoherde. Kallades "Unge Herr Anders"                                            |
| 1603–1625    | Olavus Johannis Vadstenensis   | Död 1625   | Kyrkoherde. Tidigare kyrkoherde i Malexanders församling.                          |
| 1626–1648    | Nicolaus Andreæ Juringius      | 1590–1653  | Kyrkoherde och kontraktsprost. Han blev senare kyrkoherde i Jönköpings församling. |
| 1648–1663    | Samuel Petri Brask             | 1613–1668  | Kyrkoherde. Blev senare kyrkoherde i Klara församling.                             |
| 1663–1670    | Ragvaldus Jonæ Steuchman       | 1631–1670  | Kyrkoherde.                                                                        |
| 1673–1712    | Sevardus Olai Rinman           | 1633–1712  | Kyrkoherde och kontraktsprost.                                                     |
| 1713–1748    | Johannes Zerl                  | 1677–1748  | Kyrkoherde och kontraktsprost.                                                     |
| 1750–1781    | Nils Curman                    | 1717–1781  | Kyrkoherde.                                                                        |
| 1782–1787    | Stephan Nerenius               | 1734–1787  | Kyrkoherde.                                                                        |
| 1787–1822    | Anders Ekmarck                 | 1741–1822  | Kyrkoherde och prost.                                                              |
| 1822–1837    | Johan Adolf Nygren             | 1767–1837  | Kyrkoherde.                                                                        |
| 1837–1854    | Carl Adolf Aurelius            | 1799–1854  | Kyrkoherde. Komminister här 1827. Bror till Antoninus Aurelius.                    |
| 1854–1878    | Anton Anders Aurelius          | 1802–1878  | Kyrkoherde och prost. Bror till Carl Adolph Aurelius.                              |
| 1882–1919    | Jon Julin                      | 1832–1919  | Kyrkoherde och kontraktsprost.                                                     |
| 1920–1927    | Jonas Peter Otto Hultén        | 1867–1951  | Tillförordnad kyrkoherde.                                                          |
| 1928–1943    | Gustaf Wilhelm Ramfelt         | 1874–1965  | Kyrkoherde.                                                                        |
| 1943–1953    | Harry Alm                      | 1904–1993  | Komminister här 1928.                                                              |
| 1954–1979    | Börje Bruzaeus                 | 1914–1990  |                                                                                    |
| 1979–        | Karl-Erik Johansson            | 1927–2003  |                                                                                    |
| ca 2001–2009 | Lars Cederlöw (född Johansson) | 1962–      |                                                                                    |

I församlingen tjänstgjorde under en kortare tid Bo Giertz som vice pastor i mitten av 1930-talet.

### Komministrar
| Ämbetstid | Namn                             | Levnadstid | Övrigt                                      |
| --------- | -------------------------------- | ---------- | ------------------------------------------- |
| 1593–1599 | Andreas                          | Död 1599   |                                             |
| 1600–1612 | Nicolaus Petri                   | –1639      | Senare kyrkoherde i Malexanders församling. |
| 1612–1640 | Petrus Marci                     | Död 1640   |                                             |
| 1635–1649 | Jonas Andreae                    |            |                                             |
| 1650–1654 | Laurentius Nicolai Vinnerstadius | 1603–1675  | Senare kyrkoherde i Varvs församling.       |
| 1657–1668 | Jonas Johannis Neolander         | Död 1668   |                                             |
| 1670–1683 | Israel Kihlman                   | 1641–1699  | Senare kyrkoherde i Varvs församling.       |
| 1683–1695 | Andreas Lithander                | 1655–1729  | Senare kyrkoherde i Ekebyborna församling.  |
| 1696–1704 | Nicolaus Lindmark                | 1669–1704  |                                             |
| 1706–1716 | Ericus Kinnander                 | Död 1716   |                                             |
| 1718–1736 | Canutus Netzelius                | Död 1736   |                                             |
| 1740–1750 | Christian Follin                 | 1710–1757  | Senare kyrkoherde i Hovs församling.        |
| 1750–1766 | Gabriel Zerl                     | 1723–1793  | Senare kyrkoherde i Högby församling.       |
| 1766–1810 | Jacob Schollin                   | 1739–1810  |                                             |
| 1810–1829 | Johan Peter Normelli             | 1781–1851  | Senare kyrkoherde i Grebo församling.       |
| 1829–1839 | Carl Adolf Aurelius              | 1799–1854  | Senare kyrkoherde i församlingen.           |
| 1839–1855 | Anton Anders Aurelius            |            | Senare kyrkoherde i församlingen.           |
| 1855–1861 | Fredrik Israel Lindhagen         |            | Senare kyrkoherde i Väderstads församling.  |
| 1861–1879 | Jon Julin                        | 1832–1919  | Senare kyrkoherde i församlingen.           |
| 1878–1882 | Nils Otto Karl Anton Aurelius    | 1851–1882  |                                             |
| 1883–1887 | Birger Frieberg                  | 1850–1927  | Senare kyrkoherde i Östra Ryds församling.  |
| 1887–1913 | Edvard Ljung                     | 1848–1913  |                                             |
| 1929–     | Axel Harry Alm                   | 1904–      |                                             |

## Klockare och organister[5]

### Vid Ekeby kyrka
Organister, kantorer och klockare vid Ekeby kyrka.
| Verksam   | Namn                 | Levnadstid | Övrigt                                      |
| --------- | -------------------- | ---------- | ------------------------------------------- |
| 1682–1687 | Börje                |            | Klockare                                    |
| 1687–1706 | Erik Pärsson         |            | Klockare                                    |
| 1682–1704 | Nils (Nines) Jönsson |            | Organist                                    |
| 1691      | Pehr                 |            | Klockare                                    |
| 1708–1715 | Lars Ersson          |            | Klockare                                    |
| 1708-1709 | Jonas Persson        |            | Organist.                                   |
| 1711-1712 | Jonas Svensson       |            | Organist.                                   |
| 1714-1716 | Jonas Persson        |            | Organist                                    |
| 1726–1733 | Anders Sunderberg    |            | Organist och klockare                       |
| 1739–1743 | Erich Bengtsson      |            | Organist och klockare                       |
| 1745–1783 | Eric Frösberg        | 1711–1783  | Organist och klockare                       |
| 1784–1832 | Jonas Svartling      | 1761–1832  | Organist och klockare                       |
| 1833–1841 | Carl Johan Svartling | 1797–1842  | Organist och klockare                       |
| 1842–1900 | Lars Alexius Nydahl  | 1813–1900  | Organist och klockare                       |
| 1900–1916 | Carl Peter Engström  | 1851–1943  | Organist, klockare och skollärare           |
| 1916–1922 | Simon Petterson      | 1887–1970  | Organist, klockare och skollärare           |
| 1922–1931 | Daniel Olson         | 1898–1978  | Organist, klockare och skollärare           |
| 1931–1933 | Erik Ouick           | 1905–      | Organist, klockare och skollärare (vikarie) |
| 1933–1934 | Gunnar Dahlqvist     | 1908–1983  | Organist, klockare och skollärare (vikarie) |
| 1934–1951 | Nils Göransson       | 1906–1994  | Organist, klockare och skollärare           |
| 1951–1952 | Rolf Anderö          |            | Vikarie                                     |
| 1952–1965 | Alf Hellman          |            |                                             |

### Vid Boxholms kyrka
Organister, kantorer och klockare vid Boxholms kyrka.
| Verksam   | Namn            | Levnadstid |
| --------- | --------------- | ---------- |
| 1897–1921 | Anders Knutsson | 1864–1942  |
| 1921–1927 | Bernhard Dykern | 1890–1945  |
| 1927–1949 | John Arnell     | 1900–1974  |

## Vaktmästare
| Verksam   | Namn           | Levnadstid |
| --------- | -------------- | ---------- |
| –1792     | Nils Breman    | 1718–1792  |
| 1800–1807 | Pehr Boxbom    | 1715–      |
| 1862–1870 | Carl Carlsson  | 1794–      |
| 1870–1879 | Anders Persson | 1805–1879  |